# AKB600sec.
《AKB600sec.》是日本電視台於2010年7月5日至29日的深夜播放綜藝節目。
而且，完全收錄版《AKB5400sec.》亦有記述。

## 概要
- 對AKB48成員的一日跟拍，為全長600秒的VTR總結紀錄片節目。紀錄當日成員的行動和與人對話的過程。

## 出演者
- AKB48

## 播放日期・成員
| 回 | 播放日             | 播放時間      | 密着成員   | 其他出演成員                                   |
| -- | ------------------ | ------------- | ---------- | ---------------------------------------------- |
| 1  | 2010年 7月5日      | 25:29 - 25:44 | 板野友美   |                                                |
| 2  | 7月6日             | 24:59 - 25:14 | 小嶋陽菜   | 高橋南                                         |
| 3  | 7月7日             | 25:14 - 25:29 | 柏木由紀   | 佐藤亞美菜、宮崎美穗                           |
| 4  | 7月8日             | 25:08 - 25:23 | 大島優子   | 北原里英、指原莉乃、峯岸南、野呂佳代、秋元才加 |
| 5  | 7月12日            | 25:09 - 25:24 | 高橋南     |                                                |
| 6  | 7月13日            | 25:09 - 25:24 | 前田敦子   | 佐藤由加理                                     |
| 7  | 7月14日            | 25:09 - 25:24 | 宮澤佐江   |                                                |
| 8  | 7月15日            | 25:18 - 25:33 | 篠田麻里子 |                                                |
| 9  | 7月19日            | 24:59 - 25:14 | 秋元才加   |                                                |
| 10 | 7月20日            | 25:29 - 25:44 | 峯岸南     |                                                |
| 11 | 7月21日            | 24:59 - 25:14 | 河西智美   |                                                |
| 12 | 7月22日            | 25:08 - 25:23 | 高城亞樹   |                                                |
| 13 | 7月26日            | 24:59 - 25:14 | 北原里英   | 大家志津香、佐藤亞美菜、近野莉菜               |
| 14 | 7月27日            | 24:59 - 25:14 | 宮崎美穗   |                                                |
| 15 | 7月28日            | 24:59 - 25:14 | 指原莉乃   | 小森美果                                       |
| 16 | 7月29日 （最終回） | 25:08 - 25:23 | 渡邊麻友   | 平嶋夏海                                       |

## 播放電視台
| 播放地區       | 播放電視台     | 播放期間                               | 播放日時間                                                             | 備注                                                                      |
| -------------- | -------------- | -------------------------------------- | ---------------------------------------------------------------------- | ------------------------------------------------------------------------- |
| 關東廣域圏     | 日本電視台     | 2010年7月5日 - 7月29日                 | 毎週星期一 - 星期四 深夜                                               | 制作局                                                                    |
| 長崎縣         | 長崎国際電視台 | 2010年7月19日 -                        | 毎週星期一 - 星期四 深夜                                               |                                                                           |
| 山梨縣         | 山梨放送       | 2010年7月19日 -                        | 毎週星期一 - 星期四 深夜                                               |                                                                           |
| 愛媛縣         | 南海放送       | 2010年7月26日 - 8月19日                | 星期一・星期二 26:05 - 26:20 星期三 26:35 - 26:50 星期四 26:19 - 26:34 |                                                                           |
| 熊本縣         | 熊本縣民電視台 | 2010年7月26日 - 8月19日                | 毎週星期一 - 星期四 深夜                                               |                                                                           |
| 岩手縣         | 岩手電視台     | 2010年7月26日 - 8月5日                 | 星期一 - 星期三 27:18 - 27:48 星期四 27:14 - 27:44                     | 分2回播放                                                                 |
| 長野縣         | 信州電視台     | 2010年7月27日 - 29日、8月2日 - 6日深夜 |                                                                        | 分2回播放                                                                 |
| 静岡縣         | 静岡第一電視台 | 2010年7月30日・8月6日深夜              | 25時15分 - 27時15分                                                    | 前後編形式、8作品一拳播放                                                 |
| 大分縣         | 大分電視台     | 2010年8月2日 - 8月26日（予定）         | 毎週星期一 - 星期四深夜                                                |                                                                           |
| 近畿廣域圏     | 讀賣電視台     | 2010年8月4・6・11・13日深夜            |                                                                        | 分4回播放                                                                 |
| 香川縣・岡山縣 | 西日本放送     | 2010年8月8・9・12・14 - 16・19日深夜   |                                                                        | 8月8日是分4回、這日以外的日子分2回播放                                    |
| CS放送         | 日テレプラス   | 2010年8月21日 - 22日                   | 19:00 - 翌19:00                                                        | 「AKB600sec.超擴大版 AKB5400sec.24時間一直一起♪」 microSD收錄部分全篇播放 |

## 節目工作人員
- 企劃協力：秋元康
- 構成：三田卓人
- TK：櫻井えみこ
- 音効：高取謙（Thee BLUEBEAT）
- 編集・MA：読売映像
- 講述人：波多野貴仁
- 協力：AKS
- 編成：脇山浩一
- 廣報：鎌田淳平
- 制作協力：Ecompany
- AP：内藤梨恵子（Ecompany）
- 製作進行：小森節子
- 辦公桌：寺田あゆみ
- 企業製作人：原園明彦
- 內容製作人：大野哲哉
- 董事：八島崇行（1・7）、吉岡大介（1・2・12・16）、森榮一郎（2・9、オンリー・ワン）、森下剛（3・13）、小岩井佑樹（4・10・15）、山下朋洋（5・8）、野上貢（6・14）、佐野浩巳（7、OFFICE KR）、宇野慎也（8）、川口信祥（11）、藤原耕治（12）
- 製作人：遠藤正累、前田直敬、佐佐木俊勝（Ecompany）
- 企劃演出兼製作人：毛利忍
- 首席製作人：藤井淳
- 製作著作：日本電視台

## 音樂
- 開頭曲
  - 大聲鑽石
- 片尾曲
  - 淚之Sea Saw Game

## 節目microSD
- AKB5400sec.

1. 板野友美（2010年7月5日）
2. 小嶋陽菜（2010年7月6日）
3. 柏木由紀（2010年7月7日）
4. 大島優子（2010年7月8日）
5. 高橋みなみ（2010年7月12日）
6. 前田敦子（2010年7月13日）
7. 宮澤佐江（2010年7月14日）
8. 篠田麻里子（2010年7月15日）
9. 秋元才加（2010年7月19日）
10. 峯岸みなみ（2010年7月20日）
11. 河西智美（2010年7月21日）
12. 高城亞樹（2010年7月22日）
13. 北原里英（2010年7月26日）
14. 宮崎美穗（2010年7月27日）
15. 指原莉乃（2010年7月28日）
16. 渡邊麻友（2010年7月29日）

購入特典（各連同標題）
- 成員直筆簽名包裝（抽選各100名）
- 9月10日（預定）實行購入者限定活動的参加（抽選各10名）

## 相關節目
- AKBINGO! - 同局的AKB48的冠名節目。

## 外部連結
- AKB600sec.公式網站
- AKB600sec.的X（前Twitter） （節目的公式帳戶）